# Guadalupe Andrade (taekwondo)
Guadalupe Andrade Cruz (27 de diciembre de 1983) es una deportista mexicana que compitió en taekwondo. Ganó una medalla de plata en el Campeonato Panamericano de Taekwondo de 2000 en la categoría de +72 kg.

## Palmarés internacional
| Campeonato Panamericano | Campeonato Panamericano | Campeonato Panamericano | Campeonato Panamericano |
| Año                     | Lugar                   | Medalla                 | Categoría               |
| ----------------------- | ----------------------- | ----------------------- | ----------------------- |
| 2000                    | Oranjestad (Aruba)      | Medalla de plata        | +72 kg                  |

## Política
En 2018 se desarrolló como regidora decimosegunda tomando las comisiones de educación y Cultura y Actos Cívicos, Niñez y la Familia, Fomento a la Lectura y Bibliotecas Municipales en la administración del gobierno del Lic. Nicolás Reyes Álvarez por el municipio de Minatitlán.